# 菲祖利
39°36′01″N 47°08′35″E / 39.60028°N 47.14306°E

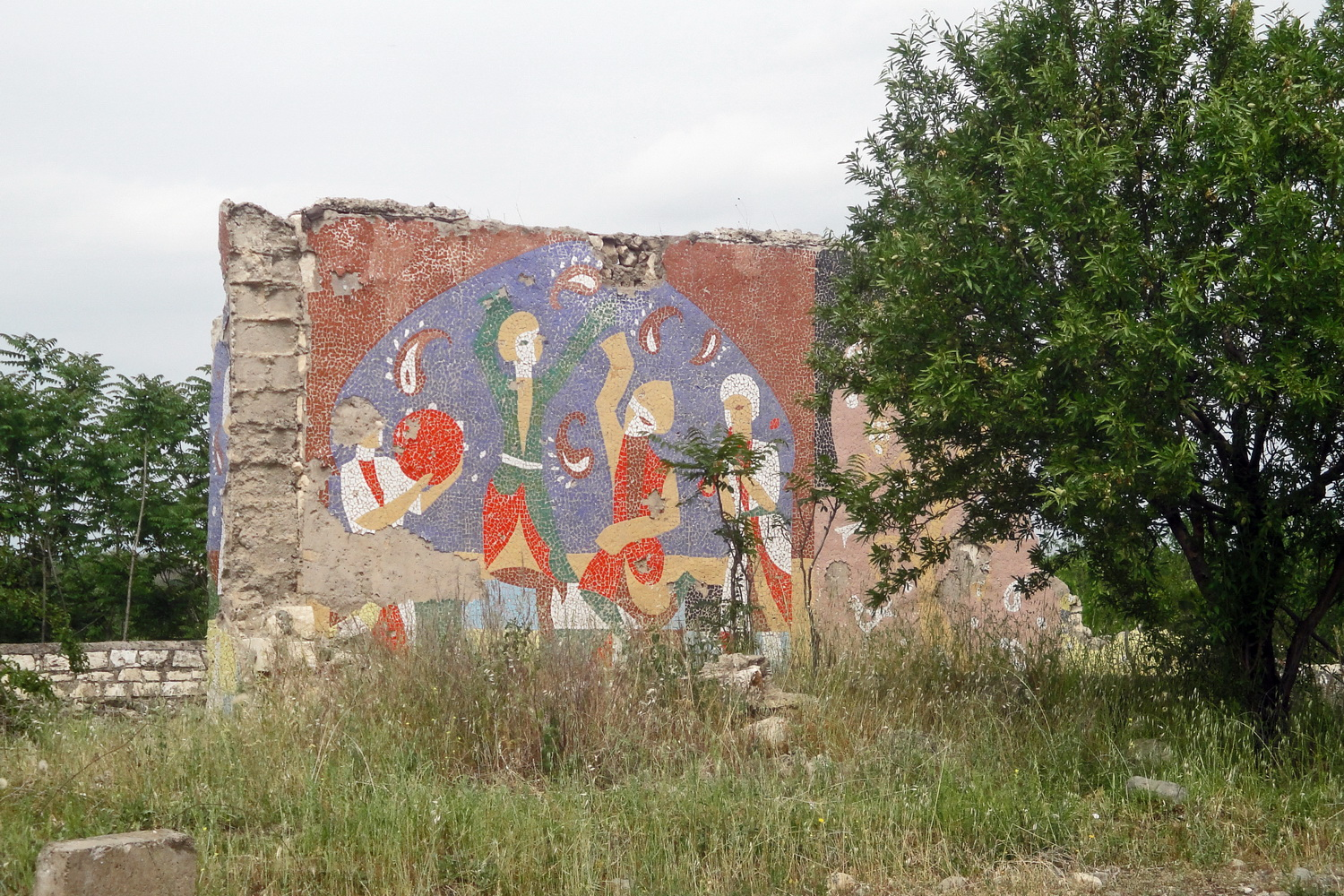
菲祖利當地建於蘇聯時代的巴士站廢墟

菲祖利是阿塞拜疆的城鎮，也是菲祖利區的首府，位於該國西南部，距離首都巴庫310公里，始建於1827年，海拔高度416米，該鎮在納戈爾諾-卡拉巴赫戰爭中被亞美尼亞侵領，2010年人口26,765。

## 友好城市
- 法國 阿尔特基什

## 外部連結
- World Gazetteer: Azerbaijan （页面存档备份，存于） – World-Gazetteer.com